# Michel Dussuyer
Michel Dussuyer (* 28. Mai 1959 in Cannes) ist ein ehemaliger französischer Fußballtorhüter und heutiger -trainer. 

## Karriere

### Als Spieler
Michel Dussuyer spielte ab 1970 in der Jugend beim AS Cannes und schaffte 1978 den Sprung in die Profimannschaft. Nachdem er in der ersten Saison nur selten zum Einsatz gekommen war, wurde er in den beiden darauffolgenden Jahren zum Stammtorwart. 1981 wechselte er zu OGC Nizza und kam er zwei Spielzeiten 17-mal zum Einsatz. Nach der Saison 1983/84, welche er bei Olympique Alès als Stammtorhüter verbrachte, kehrte er 1984 nach Cannes zurück. Dort hütete er noch zwölf Jahre lang das Tor und absolvierte 159 Ligaspiele sowie in der Saison 1991/92 vier Spiele im UEFA-Pokal.

### Als Trainer
Nachdem er 1996 seine aktive Karriere bei Cannes beendet hatte, arbeitete er dort noch sechs Jahre lang als Assistenztrainer. 2002 wurde er erstmals Trainer der guineischen Fußballnationalmannschaft, bis er 2004 das Amt abgeben musste. 2006 war er Assistenztrainer von Henri Michel bei der Elfenbeinküste. Noch im selben Jahr kehrte er wieder zum AS Cannes zurück und trainierte dort ein Jahr lang. Im Juni 2008 übernahm er das Amt des Trainers der beninischen Fußballnationalmannschaft, bis er aufgrund einer miserablen Leistung bei der Fußball-Afrikameisterschaft 2010 im Februar den Platz auf der Trainerbank räumen musste. Am 24. Mai 2010 wurde er das zweite Mal Trainer Guineas. Mit Guinea schaffte er die Qualifikation für die Fußball-Afrikameisterschaft 2012. Nachdem Dussuyer im Jahr 2013 den Posten als Nationaltrainer abgeben musste, kehrte er im Februar 2014 ein drittes Mal ins Amt zurück.
Eine ebensolche Rückkehr an alte Wirkungsstätte nahm er im August 2018 vor, als er erneut die Benins übernahm, um diese zum Afrika-Cup 2019 zu führen. Der Benin schaffte letztendlich die Qualifikation und erreichte sogar in der Gruppenphase hinter Ghana und Kamerun den dritten Platz, der zum Einzug ins Achtelfinale reichte. Nachdem man Marokko überraschend im Elfmeterschießen schlug, schied Dussuyer mit seiner Mannschaft im folgenden Viertelfinale gegen den Senegal (0:1) aus.